# Дондуков, Иона Фёдорович
Князь Иона Фёдорович Дондуков (имя при рождении: Ассарай; 1734 — 30 ноября 1781) — бригадир русской службы, офицер Преоображенского лейб-гвардии полка, третий сын калмыцкого хана Дондук-Омбо (1735—1741) от брака с кабардинской княжной Джан Кургокиной (Верой Дондуковой, ум. 1777).

## Биография
В марте 1741 года скончался калмыцкий хан Дондук-Омбо. После его смерти началась борьба за вакантный ханский престол между его родственниками. Ханша Джан стремилась посадить на ханский престол своего старшего 10-летнего сына Рандула, старшего брата Додьби.
В сентябре 1741 году царское правительство утвердило новым калмыцким ханом Дондук-Даши (1741—1761), внука Аюки-хана. Чтобы прекратить дальнейшую междоусобную борьбу за власть, ханша Джан с детьми в том же 1744 году была вывезена в Санкт-Петербург.
В декабре 1744 года в Петербурге ханша Джан приняла православное крещение и стала княгиней Верой Дондуковой. Её сыновья (Рандул, Додьби, Ассарай и Джубасар) и дочери (Далеку и Бунигара) также приняли православие. Рандул стал Петром, Додьби — Алексеем, Ассарай — Ионой, Джубасар — Филиппом, Далеку — Любовью, а Бунигара — Надеждой. Все они получили княжеский титул и фамилию Дондуковых.
В июле 1747 года князь Иона Фёдорович Дондуков был записан первый кадетский корпус в Санкт-Петербурге. Поступил на службу в Преображенский лейб-гвардии полк, где служил вплоть до 1774 года.
В 1774 году императрица Екатерина Великая пожаловала князьям Алексею и Ионе Дондуковым во владение местечко Романово (Оршанский уезд, Могилевская губерния) в 3 тысячи душ. Управление этим имением принял на себя князь Иона. Он вышел в отставку в чине бригадира и жил то у себя в имении, то в Петербурге, где у него был дом на Подьяческой улице и дача между Петергофом и Ораниенбаумом.
Ещё во время службы в Преображенском полку князь Иона Дондуков подружился с капитаном Василием Васильевичем Корсаковым (? — 1780). В 1780 году И. Ф. Дондуков женился на его дочери Марии Васильевне Корсаковой (1756—1831), от брака с которой имел единственную дочь Веру (1780—1833). В апреле 1801 года Вера Ионовна Дондукова вышла замуж за офицера лейб-гвардии Конного полка Никиту Ивановича Корсакова (1775—1857). Их единственная дочь Мария Никитична Дондукова-Корсакова (1802—1884) стала женой в 1819 году капитана Михаила Александровича Корсакова (Дондукова-Корсакова) (1794—1869).
30 ноября 1781 года князь Иона Фёдорович Дондуков скончался в Санкт-Петербурге и был похоронен в Александро-Невской лавре.